# Talara unimoda
Talara unimoda là một loài bướm đêm thuộc phân họ Arctiinae, họ Erebidae.